# Юрьево (Рязанская область)
Юрьево — село в Пителинском районе Рязанской области. Входит в Пеньковское сельское поселение.

## География
Находится в северо-восточной части Рязанской области на расстоянии приблизительно 9 км на восток-юго-восток по прямой от районного центра поселка Пителино.

## История
Было отмечено в 1804 году как Ерьево. В 1862 году здесь (уже сельцо Юрьево Елатомского уезда Тамбовской губернии) было учтено 74 двора.

## Население
Численность населения: 597 человек (1862 год), 1346 (1914), 182 в 2002 году (русские 94 %), 151 в 2010.